# Гран, Ирен
Ирен Гран (швед. Iréne Grahn, полное имя Iréne Maria Andersson Grahn; 1945—2013) — шведская художница, а также изобретательница медицинского оборудования.

## Биография
Родилась 7 февраля 1945 года в лене Вестерботтен в семье из шести братьев и сестер.
Она училась искусству, получив первоначально образование в ремесленной школе Capellagården в местечке Викльби на острове Эланд, втором по величине шведском острове. Затем Ирен обучалась в Школе текстиля университета Högskolan i Borås.
Работая как профессиональная художница, Ирен Гран была вдохновлена окружающей природой и работала на множестве общественных пространств как местных, так и государственных органов власти, используя различные материалы, от гобеленов до акварелей. Будучи беременной, она заболела ревматоидным артритом, из-за чего суставы её пальцев могли воспаляться, становиться болезненными и жесткими. Ирен была прикована к постели на протяжении всего периода беременности, но её артритное состояние не улучшилось даже после родов.
Хотя лекарства несколько облегчили её дискомфорт, но суставы пальцев художницы начали неправильно развиваться, из-за чего пальцы стали кривыми и уродливыми. Она пробовала использовать пластиковые шины, но добилась лишь ограниченного успеха, при этом они портили вид руки. В поисках избавления от недуга, Ирен Гран изобрела приспособление для суставов пальцев, которое назвала Fingerfärdig, которое было одновременно красивым и функциональным. Устройство носят как пару связанных колец вокруг воспаленного сустава пальца, заставляя его расти прямо. Она в течение нескольких лет носила эти кольца пальцах, что дало положительный результат.
После многих лет собственного использования этого приспособления Ирен Гран начала думать о том, чтобы распространить свою идею в целях помощи другим людям. Получив положительные отзывы от нескольких шведских специализированных клиник, она зарегистрировала своё изобретение в Шведском агентстве по лекарственным средства в 1992 году в качестве медицинского устройства. Затем создала компанию IMG Mobility, которая выпускает медицинское оборудование под торговой маркой Fingerfärdig®.
За своё изобретение Ирен Гран получила диплом Шведской королевской академии инженерных наук «Ljusår 1997»; была награждена серебряной медалью на всемирной выставке инноваций Eureka в Брюсселе в 1998 году; в 2010 году была номинирована Шведской ассоциацией изобретателей на премию «Женщина-изобретатель года».
Умерла 19 сентября 2013 года в лене Даларна. У неё остался сын Аксель.